# Boltonfellend
Boltonfellend – wieś w Anglii, w Kumbrii. Leży 15 km na północny wschód od miasta Carlisle i 428 km na północny zachód od Londynu.